# ابروتیدین
ابروتیدین (انگلیسی: Ebrotidine) یک آنتاگونیست گیرنده H2 است که از آسیب مخاطی معده در برابر اتانول, آسپیرین و استرس جلوگیری می‌کند. ویژگی‌های ضدترشحی ابروتیدین مشابه رانیتیدین و حدود ده برابر سایمیتیدین است. این دارو با مهار آنزیم اوره آز و نیز مهار فعالیت‌های موکولیتیک و پروتئولیتیک هلیکوباکتر پیلوری, علیه این باکتری عمل می‌کند. این دارو اثر برخی آنتی بیوتیک‌ها را تقویت می‌کند.
روشن شده است که اثر ابروتیدین در درمان زخم‌های معده و دوازدهه و نیز ازوفاژیت ناشی از برگشت اسید معده به مری، مشابه رانیتیدین است، ولی در افراد سیگاری اثر آن در بهبود زخم بسیار بهتر است.